# 인리스티드 (비디오 게임)
인리스티드(Enlisted)는 다크플로 소프트웨어가 개발하고 가이진 엔터테인먼트가 배급한 스쿼드 기반 다인용 전술 1인칭 슈팅 게임이다. 이 게임의 배경은 제2차 세계 대전이며 전선에서 펼쳐지는 주요 전투들을 풀어나간다. 엑스박스 시리즈 X/S의 런칭 타이틀이었다. 2021년 3월 2일, 클로즈드 베타가 플레이스테이션 5에서 활성화되었다. 2021년 4월 8일 이 게임은 PC용으로 오픈 베타 테스트로 출시되었다.

## 같이 보기
- 워 썬더
- 데이 오브 인퍼미